# حق داشتن وضعیتی مناسب برای زندگی

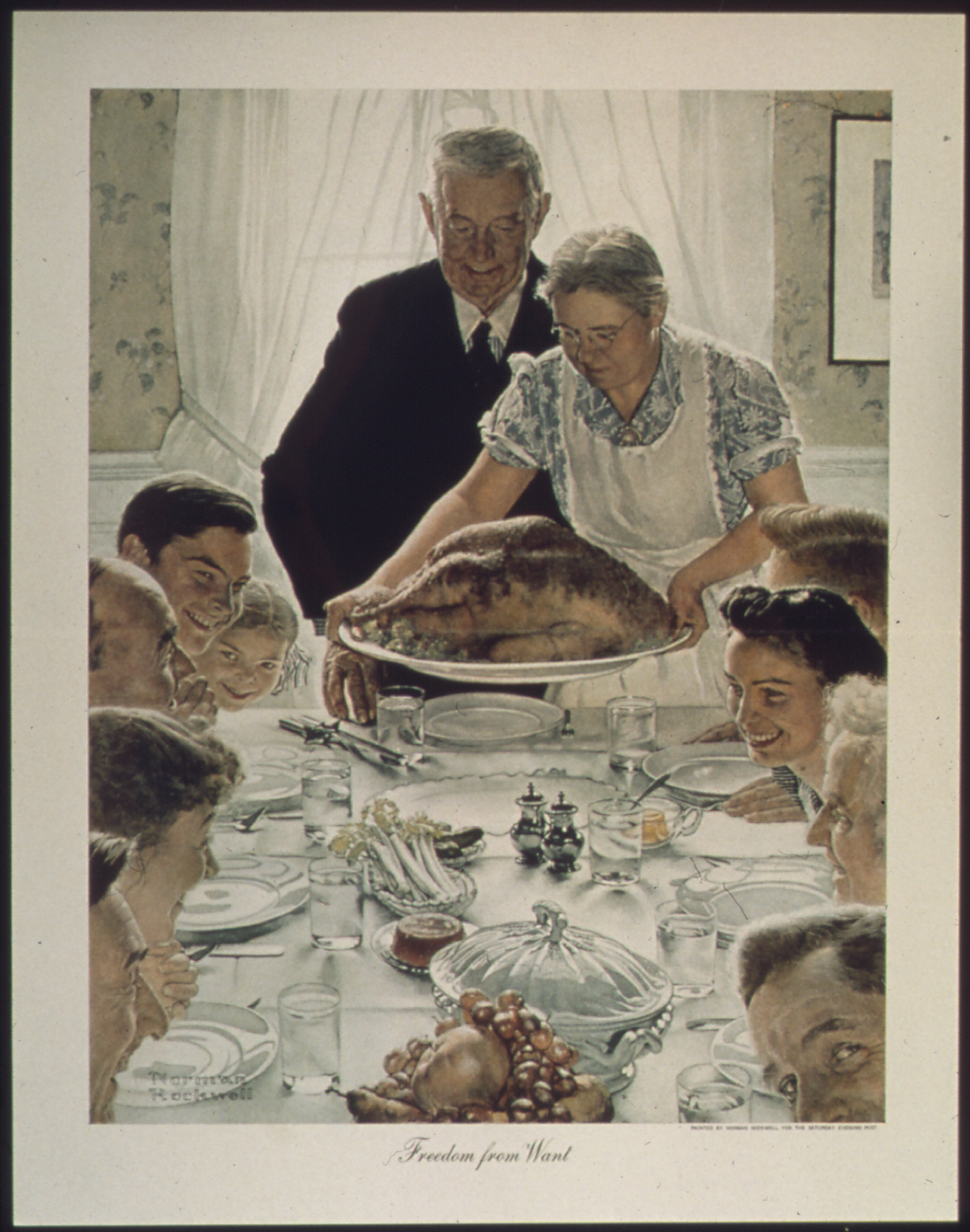
تصویری از یک زندگی آیده‌ال

حق داشتن وضعیتی مناسب برای زندگی (انگلیسی: Right to an adequate standard of living) یکی از حقوق بشر ذکرشده در اسناد جهانی حقوق بشر است و معنایش تأمین حداقل غذا، لباس و سرپناه در سطحی مناسب است. حق غذا و حق مسکن بعدتر در اسناد حقوق بشر شناخته شدند.
حق داشتن وضعیتی مناسب برای زندگی در ماده ۲۵ اعلامیه جهانی حقوق بشر و ماده ۱۱ میثاق بین‌المللی حقوق اقتصادی، اجتماعی و فرهنگی تثبیت شده‌است. مهم‌ترین منبع الهام گنجاندن این حق در اعلامیه جهانی حقوق بشر، سخنرانی آزادی‌های چهارگانه رئیس‌جمهور آمریکا، فرانکلین دلانو روزولت است که این آزادی را آزادی از فقر و نیاز خوانده‌است. تحقق این آزادی به احقاق شماری از حقوق اقتصادی، اجتماعی و فرهنگی از جمله حق مالکیت، حق کار، حق آموزش و حق امنیت اجتماعی بستگی دارد.
چندین سیاست برای تضمین سطح استانداردی از زندگی برای مردم پیشنهادشده که از طریق ایجاد درآمدی پایه، به تمام شهروندان سطح پایه‌ای از «پول رایگان» را برای تأمین نیازهای اساسی مانند غذا و سرپناه می‌بخشد.